# 이선유 (축구 선수)
이선유(2004년 3월 5일 ~ )는 대한민국의 축구 선수로, 포지션은 윙어이다. 현재 K리그1 대전 하나 시티즌 소속이다.